# Мария Якобея фон Баден
Мария Якобея фон Баден (на немски: Maria Jakobäa von Baden; * 25 юни 1507; † 16 ноември 1580, Мюнхен) е маркграфиня от Баден и чрез женитба херцогиня на Бавария (1522 – 1550).

## Произход
Тя е дъщеря на маркграф Филип I от Баден (1479 – 1533) и съпругата му пфалцграфиня Елизабет фон дер Пфалц (1483 – 1522), дъщеря на курфюрст Филип фон Пфалц и принцеса Маргарета от Бавария-Ландсхут.

## Брак и деца
Мария Якобея се омъжва на 5 октомври 1522 г. в Мюнхен за Вилхелм IV Баварски (1493 – 1550) от фамилията Вителсбахи, херцог на Бавария, най-възрастният син на херцог Албрехт IV и Кунигунда Австрийска.
- Мария Якобея
- Вилхелм IV Баварски

Двамата имат четири деца:
- Теодо (1526 – 1534)
- Албрехт V (1528 – 1579) ∞ 1546 ерцхерцогиня Анна Австрийска (1528 – 1590), дъщеря на император Фердинанд I
- Вилхелм (1529 – 1530)
- Мехтхилд (1532 – 1565) ∞ 1557 маркграф Филиберт от Баден (1536 – 1569)